# سنسیونی
سنسیونی (به ایتالیایی به معنای 'پارچه کوچک') نوعی پاستا است. این پاستا به شکل بیضی و گل‌برگ است، با کمی انحنا، بزرگ‌تر و صاف‌تر از اورکیته، با شکلی نامنظم‌تر و با بافتی زبر در یک طرف است که به چسبیدن سس‌ها کمک می‌کند.